# Soma Cuanza
Soma Cuanza, também grafada como Soma Kwanza, é uma vila e comuna angolana que se localiza na província do Bié, pertencente ao município de Chitembo.